# Instituto Andaluz de Ciencias de la Tierra
El Instituto Andaluz de Ciencias de la Tierra es un instituto asociado al CSIC y a la Universidad de Granada. En la actualidad su sede se encuentra en Armilla, Granada. 
Entre sus objetivos se encuentra el desarrollo y el fomento de la actividad investigadora en el campo de las Ciencias de la Tierra, apoyo a la enseñanza asociada a esa investigación y la potenciación de los intercambios entre otros centros investigadores.

## Historia
El centro fue fundado por acuerdo entre el Consejo Superior de Investigaciones Científicas y la Universidad de Granada el 29 de septiembre de 1994. Desde entonces tuvo su sede en la Facultad de Ciencias de Granada hasta su traslado a la sede actual en 2011 en Armilla. Ha desarrollado una importante actividad investigadora en diversos campos de la geología y la ciencia.